# Xã Idaho, Quận Mountrail, Bắc Dakota
Xã Idaho (tiếng Anh: Idaho Township) là một xã thuộc quận Mountrail, tiểu bang Bắc Dakota, Hoa Kỳ. Năm 2010, dân số của xã này là 493 người.